# Badminton nos Jogos Olímpicos de Verão de 2008
As competições de badminton nos Jogos Olímpicos de Verão de 2008 foram disputadas de 9 a 17 de agosto no Ginásio da Universidade de Tecnologia de Pequim em Pequim, na China.

## Calendário
| Agosto    | 6 | 7 | 8 | 9 | 10 | 11 | 12 | 13 | 14 | 15 | 16 | 17 | 18 | 19 | 20 | 21 | 22 | 23 | 24 |
| --------- | - | - | - | - | -- | -- | -- | -- | -- | -- | -- | -- | -- | -- | -- | -- | -- | -- | -- |
| Badminton |   |   |   |   |    |    |    |    |    | 1  | 2  | 2  |    |    |    |    |    |    |    |

|  | Dia de competição |  | Dia de final |

## Eventos
Cinco categorias foram disputadas nos jogos:
- Simples masculino
- Duplas masculinas
- Simples feminino
- Duplas femininas
- Duplas mistas

## Medalhistas
Masculino
| Evento           | Ouro                                      | Prata                        | Bronze                                     |
| ---------------- | ----------------------------------------- | ---------------------------- | ------------------------------------------ |
| Simples detalhes | Lin Dan CHN China                         | Lee Chong Wei MAS Malásia    | Chen Jin CHN China                         |
| Duplas detalhes  | Markis Kido Hendra Setiawan INA Indonésia | Fu Haifeng Cai Yun CHN China | Lee Jae-jin Hwang Ji-man KOR Coreia do Sul |

Feminino
| Evento           | Ouro                      | Prata                                        | Bronze                               |
| ---------------- | ------------------------- | -------------------------------------------- | ------------------------------------ |
| Simples detalhes | Zhang Ning CHN China      | Xie Xingfang CHN China                       | Maria Kristin Yulianti INA Indonésia |
| Duplas detalhes  | Du Jing Yu Yang CHN China | Lee Kyung-won Lee Hyo-jung KOR Coreia do Sul | Zhang Yawen Wei Yili CHN China       |

Misto
| Evento          | Ouro                                        | Prata                                      | Bronze                      |
| --------------- | ------------------------------------------- | ------------------------------------------ | --------------------------- |
| Duplas detalhes | Lee Yong-dae Lee Hyo-jung KOR Coreia do Sul | Nova Widianto Lilyana Natsir INA Indonésia | He Hanbin Yu Yang CHN China |

## Quadro de medalhas
| Ordem | País              | Medalha de ouro | Medalha de prata | Medalha de bronze |    | Ordem por total |
| ----- | ----------------- | --------------- | ---------------- | ----------------- | -- | --------------- |
| 1     | CHN China         | 3               | 2                | 3                 | 8  | 1               |
| 2     | INA Indonésia     | 1               | 1                | 1                 | 3  | 2               |
| 2     | KOR Coreia do Sul | 1               | 1                | 1                 | 3  | 2               |
| 4     | MAS Malásia       |                 | 1                |                   | 1  | 4               |
| TOTAL | TOTAL             | 5               | 5                | 5                 | 15 | —               |